# Nombre 186
El nombre 186 (CLXXXVI) és el nombre natural que segueix el nombre 185 i precedeix el nombre 187.
La seva representació binària és 10111010, la representació octal 272 i l'hexadecimal BA.
La seva factorització en nombres primers és 2×3×31; altres factoritzacions són 1×186 = 2×93 = 3×62 = 6×31. És un nombre d'Erdős-Woods.
Es pot representar com a la suma de dos nombres primers consecutius: 89 + 97 = 186; és un nombre 3-gairebé primer: 3 × 2 × 31 = 186.